# Stillehavspladen
Stillehavspladen er en tektonisk plade på 103 millioner kvadratkilometer, der ligger under Stillehavet. Det er den største af alle tektoniske plader.
De mest markante af de plader, den støder op til, er den Nordamerikanske Plade mod nord og nordøst, den Indo-Australske Plade mod sydvest, den Antarktiske Plade mod syd samt den noget mindre Nazcapladen mod sydøst.
Stillehavspladen indeholder en del hot spots, og det mest kendte udgør Hawaii.
| Geologi | Spire Denne artikel om geologi er en spire som bør udbygges. Du er velkommen til at hjælpe Wikipedia ved at udvide den. |